# Diamond D
Diamond D, właśc. Joseph Kirkland (ur. 5 kwietnia 1968 w Bronksie, dzielnicy Nowego Jorku) – amerykański producent hip-hopowy, DJ i raper.
W 1992 razem z Lordem Finesse założył grupę hip-hopową Diggin' in the Crates Crew.

## Dyskografia

### Albumy
- Stunts, Blunts and Hip Hop (1992)
- Hatred, Passions and Infidelity (1997)
- Grown Man Talk (2003)
- The Diamond Mine (2005)
- I'm Not Playin' (2007)
- The Huge Hefner Chronicles (2008)